# Calandra (cognome)
Calandra è un cognome di lingua italiana.

## Varianti
Calandri, Calandrino.

## Origine e diffusione
Cognome tipicamente centro-settentrionale, è presente prevalentemente in Piemonte.
Potrebbe derivare da un'unione dei prenomi Calò e Andrea, risultando quindi variante dei cognomi Calò e Andrei.

## Persone
- Edoardo Calandra (1852-1911) – scrittore italiano
- Enrico Calandra (1877-1946) – critico e storico dell'arte e dell'architettura italiano
- Giuliana Calandra (1936-2018) – attrice teatrale e attrice cinematografica italiana